# Thevet-Saint-Julien
Thevet-Saint-Julien – miejscowość i gmina we Francji, w Regionie Centralnym, w departamencie Indre.
Według danych na rok 1990 gminę zamieszkiwało 507 osób, a gęstość zaludnienia wynosiła 16 osób/km² (wśród 1842 gmin Regionu Centralnego Thevet-Saint-Julien plasuje się na 679. miejscu pod względem liczby ludności, natomiast pod względem powierzchni na miejscu 313.).